# 分離式ギアボックス

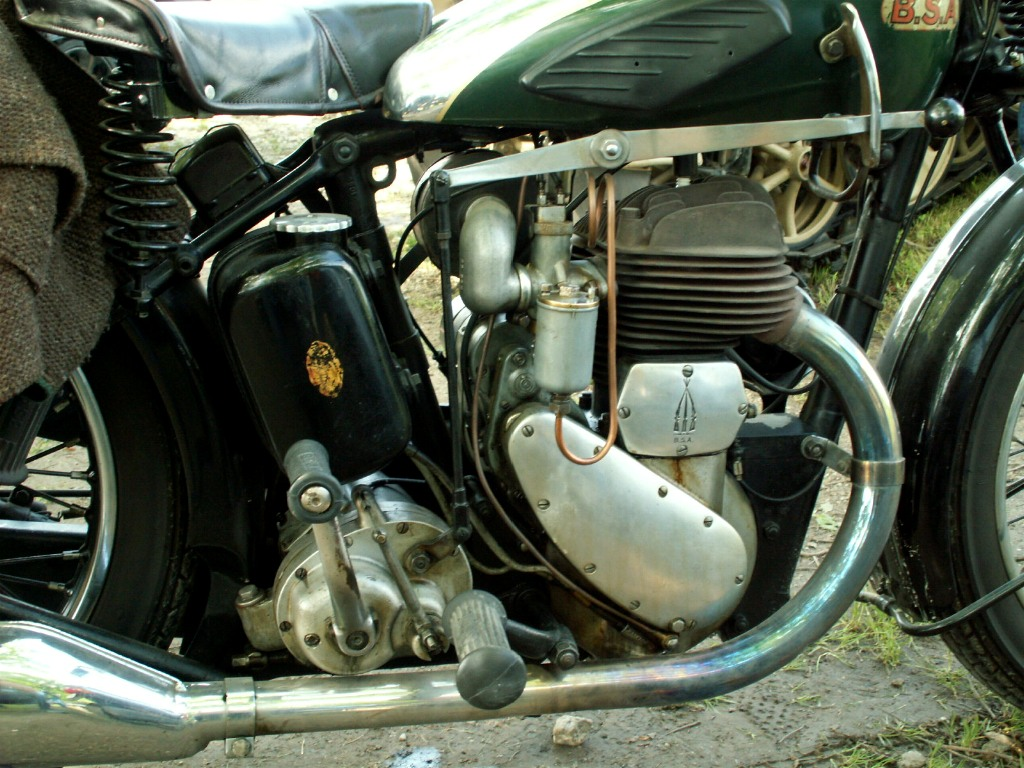
BSA製オートバイの分離式ギアボックス

分離式ギアボックス（ぶんりしきギアボックス、Pre-unit constructionまたはseparate construction）とは、オートバイのトランスミッションの形態の一つで、エンジンから独立したギアボックスを持つものを指す。

## 概要
分離式ギアボックスではエンジンを潤滑するエンジンオイルとは別に、ギアボックスの潤滑専用のギアオイルによって内部の潤滑が行われる。エンジンと分離式ギアボックスの間の一次伝達にはプライマリーチェーンと呼ばれるチェーンドライブが用いられるのが一般的である。また、ほとんどの場合でエンジンとギアボックスは互いに隣接してフレームに配置される。モト・グッツィなどの縦置きエンジン搭載車両に用いられるギアボックスは潤滑系などが分離しているが、分離式ギアボックスに分類されない場合が多い。
分離式ギアボックスの内蔵式ギアボックスに対する優位点は、トランスミッションが破損した場合にエンジン全体を降ろすことなくギアボックスのみの交換や分解が可能であることや、一次伝達系の接続部を改造するだけで別の車種のギアボックスが流用できることであった。
しかし一方で、分離式ギアボックスはプライマリーチェーンに頻繁な潤滑油の注油が必要となり、スプロケットやチェーンの定期的な交換や張り調整も必要であった。プライマリーチェーンが緩んだ場合には変速や加減速の際に車体に大きなショックが伝わる要因ともなった。また、その過渡期には分離式ギアボックスをベースにエンジンとギアボックスをチェーンドライブではなくギア駆動としたものも登場したが、内蔵式ギアボックスの普及により早期に廃れた。

## 歴史
分離式ギアボックスは1911年のSinger社製オートバイに採用された。
オートバイ史上、分離式ギアボックスを採用したメーカーはアメリカのハーレーダビッドソンやイギリスのBSAやトライアンフ、ノートン、ロイヤルエンフィールドで、1960年代まで採用された。ノートンは1969年発売のen:Norton_Commandoにおいて、分離式ギアボックスをスイングアームに載せたレイアウトを採用した。
ロイヤルエンフィールドはインド法人において現在でも分離式ギアボックスを採用したオートバイが製造されている。
日本のオートバイメーカーにおいてはハーレーダビッドソンのライセンス生産を行っていた陸王や、en:BSA_A7やBSA A10を参考に開発されたメグロ製並列2気筒オートバイ、メグロが開発し同社を吸収合併した川崎重工業で1964年に発売されたカワサキ・Wシリーズで採用されていた。しかし、陸王モーターサイクルと目黒製作所の消滅後は日本のオートバイメーカーは内蔵式ギアボックスの採用にシフトしていき、1975年のカワサキ・W1の販売終了と共にこの形式は国産車両には見られなくなった。